# Lesliea
Lesliea é um género botânico pertencente à família das orquídeas (Orchidaceae).